# ام‌فاسیس
ام‌فاسیس (انگلیسی: Mphasis) شرکت فناوری اطلاعات هندی است، که در سال ۲۰۰۰ تأسیس شد.